# سیم‌رگ معمولی
سیم‌رگ معمولی (نام علمی: Cigaritis vulcanus) نام یک گونه از سرده سیگاریتیس است.